# Vesprimense flórajárás
A Vesprimense a Dunántúli-középhegységet felölelő Bakonyicum flóravidék középső részének flórajárása.
Északkeleten az Által-ér, illetve a Váli-víz választja el a Gerecsétől, (Pilisense flórajárás). Északnyugaton a Kisalfölddel (Arrabonicum flórajárás) határos. Természetes keleti határa a Velencei-tó, amitől délnyugat felé haladva a Mezőfölddel (Colocense flórajárás), majd délnyugaton-nyugaton a Balaton vidékével (Balatonicum flórajárás) határos.

## Tájegységei
A flórajárás négy tájegysége a Velencei-hegység, a Vértes, a flóravidék névadója, a Bakony és a Pannonhalmi-dombság (Sokoró). A Bakonyt a Vértestől a Móri-árok, utóbbit a Velencei-hegységtől a Zámolyi-medence választja el. Egyes szerzők önálló tájegységként különítik el a Bakonyalját. Nemcsak növény-, de állatföldrajzi szempontból is a Bakonyhoz sorolják a természetföldrajzilag a Balaton-felvidék részének tekintett Veszprém-Várpalotai fennsík kistájat.

## Földtani felépítése
A Velencei-hegységet uralkodóan áll, a gránit és andezit építi föl. Bakonyban és a Vértesben főleg karbonátos kőzeteket találunk. Ezek közé nyomult be a Déli Bakonyban a Kab-hegy fiatal bazaltvulkánja. A különböző mészköveket és dolomitokat nagyobb foltokon a földtörténet újkorában lerakódott törmelékes üledékes kőzetek borítják.
A Bakonyalja uralkodó képződményei a kavics, a lösz és a meszes homok.
A Pannonhalmi-dombság a Kisalföld alapvetően sík környezetébe délkelet felől ujjszerűen benyúló löszvonulat.

## Vegetációja
A flórajárás zonális növénytársulásai a domb-, illetve hegyvidéki domborzat hatásait felerősítő dolomitjelenségnek köszönhetően igen változatosak. Fő erdőtársulásai a gyertyánelegyes bükkösök (Melico-Fegatum hungaricum), a mészkő szurdokerdők (Phyllitidi-Aceretum) és a gyertyános-tölgyesek (Querco petraeae-Carpinetum). A bükkösök feletti sziklákon sziklaerdők (Tilietum), az alacsonyabb dolomitos termőhelyeken karszterdők (Fago-Ornetum), a patakok mentén hegyvidéki égerligetek (Alnetum glutino-incanae) nőnek.

### Bakony és Vértes
E két tájegység növényzete igen hasonló.

#### Erdőtársulások
Zonális erdőtársulásaik:
- cseres-tölgyes,
- gyertyános-tölgyes,

Ezeket a Bakonyban sokfelé olyan bükkös (Daphno laureolae-Fagetum) helyettesíti, amelynek aljnövényzetében az örökzöld babérlevelű boroszlán (Daphne laureola) nő – ez a társulás a csapadékosabb, atlantikusabb éghajlatot jelzi. A szubmediterrán hatás különösen a Vértes déli-délkeleti peremének karsztbokorerdőiben és a Keleti-Bakony zonális molyhos-tölgyeseiben érhető tetten.
Ugyancsak reliktum jellegű Szentgál mellett a védett tiszafás-bükkös erdő (Taxo-Fagetum hungaricum). A dolomit- és mészkőfelszínek vegetációjának fontos értékei a fajgazdag elegyes karszterdők.
- A gyertyános-tölgyesekre jellemző:
  - bókoló keltike (Corydalis intermedia).

- A mély szurdokerdőkben több jégkori maradványfajt találhatunk meg:
  - medvefül kankalin (Primula auricula),
  - győzedelmes hagyma (Allium victorialis).
  - mohos csitri (Moehringia muscosa),
  - havasi turbolya (Anthriscus nitidus).

- A törmeléklejtő-erdőkben:
  - oszlopos csukóka (Scutellaria columnae).

- A karsztbokorerdők védett növényritkaságai:
  - cserszömörce (Cotinus coggygria),
  - szirti fanyarka (Amelanchier ovalis),
  - molyhos madárbirs (Cotoneaster tomentosa).

- A Csákvár feletti dolomitlejtők molyhos tölgyeseiben igazi botanikai ritkaságként nő a
  - keleti gyertyán (Carpinus orientalis): – harmadkori reliktum faj.

- A cseres-tölgyesek aljnövényzetének ritkasága:
  - fekete zászpa (Veratrum nigrum).

#### Sziklagyepek és lejtősztyeppek
A sziklagyepek és lejtősztyeppek a meleg, déli lejtőkön alakultak ki. Növényritkaságaik:
- magyar gurgolya (Seseli leucospermum) – endemikus faj,
- Szent István-szegfű (Dianthus plumarius ssp. regnis-stephani).

### Bakonyalja
A tájegység növényzete a Bakony, a Keszthelyi-fennsík, a Vasi-dombság és a Zalai-dombság közötti, átmeneti jellegű, ezért több szerző a zalai flórajáráshoz sorolja. Jellemző növénytársulásai és növényei:
- gyertyános-tölgyes:
  - kárpáti sáfrány (Crocus heuffelianus, kárpáti flóraelem).

- cseres-tölgyes:
  - fehér aszfodélosz (királyné gyertyája, Asphodelus albus, szubmediterrán flóraelem).

- homoki erdei fenyves (Fenyőfő környékén) homokpusztai aljnövényzetében:
  - fekete kökörcsin (Pulsatilla nigricans),
  - homoki csenkesz (Festuca vaginata),
  - homoki árvalányhaj (Stipa sabulosa).

- síklápokon, lápréteken:
  - európai zergeboglár (Trollius europaeus),
  - illatos hagyma (Allium suaveolens).

### Velencei-hegység
A Velencei-hegység valójában nem hegység, hanem dombság. Éghajlata erősen hasonlít a szomszédos Mezőföldére. Az erősebb kontinentális hatás miatt fő növénytársulásai a száraz gyepek és -erdők. A dombok lábait takaró löszön tatár juharos tölgyesek nőnek; ezek bennszülött faja a Speta-csillagvirág (Scilla spetana).

### Sokoró
A Pannonhalmi-dombság zonális erdőtársulásai:
- tatár juharos lösztölgyes,
- cseres-tölgyes,
- gyertyános-tölgyes

a több évszázados területhasználat eredményeként gyakorlatilag megsemmisültek. A dombok lejtőin szárazgyepek (homoki sztyepprétek, löszsztyepprétek, szőlőparlagok) alakultak ki.